# 24317 Pukarhamal
24317 Pukarhamal (tên chỉ định: 2000 AL12) là một tiểu hành tinh vành đai chính. Nó được phát hiện bởi dự án Nghiên cứu tiểu hành tinh gần Trái Đất Lincoln ở Socorro, New Mexico, ngày 3 tháng 1 năm 2000. Nó được đặt theo tên Pukar Hamal, an American high school student whose animal sciences project won second place ở the 2008 Giải thưởng Khoa học và Kỹ thuật Intel.